# Gertrude Simmons Burlingham
Gertrude Simmons Burlingham (21 de abril de 1872 - 11 de janeiro de 1952) foi uma micologista norte-americana conhecida por sua pesquisa dos gêneros de cogumelos Russula e Lactarius. Ela foi pioneira na utilização das características microscópicas dos esporos e da coloração por iodo para a identificação das diferentes espécies de fungos.

## Biografia
Gertrude Simmons Burlingham nasceu na pequena cidade de México, no estado de Nova Iorque, em 21 de abril de 1872. Sua vida antes de obter o mestrado da Universidade de Syracuse em 1898 não é conhecida. De 1898 até a sua aposentadoria em 1934, lecionou biologia no ensino médio em colégios de Binghamton e Brooklyn, mas apesar de ganhar um Ph.D. da Universidade de Columbia em 1908, nunca ensinou a nível universitário. Ela também nunca se casou.

## Publicações selecionadas
- Burlingham, G. S. (1910). "Agaricaceae – Lactaria". North American Flora 9 (3): 172–200.
- _______________ (1915). "Agaricaceae – Lactarieae". North American Flora 9 (4): 201–236.
- _______________ (1944). "Studies in North American russulae". Mycologia 36: 104–120.
- _______________ (1945). "Noteworthy species of Lepiota and Lactaria". Mycologia 37: 53–64.
- _______________ (1948). "Henry Curtis Beardslee". Mycologia 40: 505-506.